# Бестшиковиці
Бестшиковиці (пол. Biestrzykowice, нім. Eckersdorf) — село в Польщі, у гміні Сьверчув Намисловського повіту Опольського воєводства.
Населення — 447 осіб (2011).

## Демографія
Демографічна структура станом на 31 березня 2011 року:
|          | Загалом | Допрацездатний вік | Працездатний вік | Постпрацездатний вік |
| -------- | ------- | ------------------ | ---------------- | -------------------- |
| Чоловіки | 224     | 47                 | 162              | 15                   |
| Жінки    | 223     | 37                 | 141              | 45                   |
| Разом    | 447     | 84                 | 303              | 60                   |